# Japan Series
Le Japan Series, note anche come Nippon Series, costituiscono la fase finale del campionato professionistico giapponese di baseball Nippon Professional Baseball (NPB), che si svolge annualmente dal 1950.
Le Japan Series mettono di fronte la compagine vincitrice della Central League e quella della Pacific League, le quali si sfidano in una serie al meglio delle sette partite (vince chi arriva prima a quattro vittorie) tra i mesi di ottobre e novembre. Al 2024, gli Yomiuri Giants sono la squadra con il maggior numero di vittorie (22), l'ultima delle quali è stata ottenuta nella stagione 2012.
La squadra vincitrice rappresenta il Giappone alle Asia Series.

## Formato
Al termine delle 143 partite della stagione regolare, accedono ai play-off (denominati Climax Series) le tre squadre con il miglior record in ciascuna divisione delle due leghe, Central League e Pacific League. Delle tre, la squadra con il record migliore è già qualificata per la serie che mette in palio l'accesso alle Japan Series, mentre le altre due si affrontano al primo turno.
Le due squadre vincitrici delle rispettive leghe si fregiano della conquista del pennant e si affrontano quindi nelle Japan Series, in una serie al meglio delle sette partite. Negli anni che terminano con un numero dispari è la squadra vincitrice della Pacific League a giocare in casa gara 1, gara 2 e le eventuali gara 6 e gara 7, viceversa negli anni che terminano con un numero pari sono i vincitori della Central League a disputare in casa quelle partite. I battitori designati possono essere utilizzati in quelle partite ospitate da una squadra della Pacific League. Il roster dei play-off è composto da 40 giocatori. A differenza di altre leghe come la MLB, il baseball giapponese consente il risultato di parità: a partire dal 2018, tuttavia, il numero di inning massimo da disputare in una partita dei play-off in caso di parità è stato abbassato a 12, al posto del precedente limite massimo dei 15 inning. Se la serie si trova in pareggio dopo gara 7, è prevista una gara 8 in casa della stessa squadra che ha ospitato le due gare precedenti. Se anche gara 8 non decide la serie, si continua presso lo stadio dell'altra squadra, ad oltranza fintanto che non vengono raggiunte le quattro vittorie. Nella storia si disputò solamente una sola gara 8, nel 1986, quando i Seibu Lions sconfissero gli Hiroshima Toyo Carp.

## Albo d'oro
| Stagione | Vincitore                         | Finalista                         | Risultato |
| -------- | --------------------------------- | --------------------------------- | --------- |
| 1950     | Mainichi Orions (PL)              | Shochiku Robins (CL)              | 4-2       |
| 1951     | Yomiuri Giants (CL)               | Nankai Hawks (PL)                 | 4-2       |
| 1952     | Yomiuri Giants (CL)               | Nankai Hawks (PL)                 | 4-2       |
| 1953     | Yomiuri Giants (CL)               | Nankai Hawks (PL)                 | 4-2-1     |
| 1954     | Chunichi Dragons (CL)             | Nishitetsu Lions (PL)             | 4-3       |
| 1955     | Yomiuri Giants (CL)               | Nankai Hawks (PL)                 | 4-3       |
| 1956     | Nishitetsu Lions (PL)             | Yomiuri Giants (CL)               | 4-2       |
| 1957     | Nishitetsu Lions (PL)             | Yomiuri Giants (CL)               | 4-0-1     |
| 1958     | Nishitetsu Lions (PL)             | Yomiuri Giants (CL)               | 4-3       |
| 1959     | Nankai Hawks (PL)                 | Yomiuri Giants (CL)               | 4-0       |
| 1960     | Taiyō Whales (CL)                 | Daimai Orions (PL)                | 4-0       |
| 1961     | Yomiuri Giants (CL)               | Nankai Hawks (PL)                 | 4-2       |
| 1962     | Toei Flyers (PL)                  | Hanshin Tigers (CL)               | 4-2-1     |
| 1963     | Yomiuri Giants (CL)               | Nishitetsu Lions (PL)             | 4-3       |
| 1964     | Nankai Hawks (PL)                 | Hanshin Tigers (CL)               | 4-3       |
| 1965     | Yomiuri Giants (CL)               | Nankai Hawks (PL)                 | 4-1       |
| 1966     | Yomiuri Giants (CL)               | Nankai Hawks (PL)                 | 4-2       |
| 1967     | Yomiuri Giants (CL)               | Hankyu Braves (PL)                | 4-2       |
| 1968     | Yomiuri Giants (CL)               | Hankyu Braves (PL)                | 4-2       |
| 1969     | Yomiuri Giants (CL)               | Hankyu Braves (PL)                | 4-2       |
| 1970     | Yomiuri Giants (CL)               | Lotte Orions (PL)                 | 4-1       |
| 1971     | Yomiuri Giants (CL)               | Hankyu Braves (PL)                | 4-1       |
| 1972     | Yomiuri Giants (CL)               | Hankyu Braves (PL)                | 4-1       |
| 1973     | Yomiuri Giants (CL)               | Nankai Hawks (PL)                 | 4-1       |
| 1974     | Lotte Orions (PL)                 | Chunichi Dragons (CL)             | 4-2       |
| 1975     | Hankyu Braves (PL)                | Hiroshima Toyo Carp (CL)          | 4-0-2     |
| 1976     | Hankyu Braves (PL)                | Yomiuri Giants (CL)               | 4-3       |
| 1977     | Hankyu Braves (PL)                | Yomiuri Giants (CL)               | 4-1       |
| 1978     | Yakult Swallows (CL)              | Hankyu Braves (PL)                | 4-3       |
| 1979     | Hiroshima Toyo Carp (CL)          | Kintetsu Buffaloes (PL)           | 4-3       |
| 1980     | Hiroshima Toyo Carp (CL)          | Kintetsu Buffaloes (PL)           | 4-3       |
| 1981     | Yomiuri Giants (CL)               | Nippon-Ham Fighters (PL)          | 4-2       |
| 1982     | Seibu Lions (PL)                  | Chunichi Dragons (CL)             | 4-2       |
| 1983     | Seibu Lions (PL)                  | Yomiuri Giants (CL)               | 4-3       |
| 1984     | Hiroshima Toyo Carp (CL)          | Hankyu Braves (PL)                | 4-3       |
| 1985     | Hanshin Tigers (CL)               | Seibu Lions (PL)                  | 4-2       |
| 1986     | Seibu Lions (PL)                  | Hiroshima Toyo Carp (CL)          | 4-3-1     |
| 1987     | Seibu Lions (PL)                  | Yomiuri Giants (CL)               | 4-2       |
| 1988     | Seibu Lions (PL)                  | Chunichi Dragons (CL)             | 4-1       |
| 1989     | Yomiuri Giants (CL)               | Kintetsu Buffaloes (PL)           | 4-3       |
| 1990     | Seibu Lions (PL)                  | Yomiuri Giants (CL)               | 4-0       |
| 1991     | Seibu Lions (PL)                  | Hiroshima Toyo Carp (CL)          | 4-3       |
| 1992     | Seibu Lions (PL)                  | Yakult Swallows (CL)              | 4-3       |
| 1993     | Yakult Swallows (CL)              | Seibu Lions (PL)                  | 4-3       |
| 1994     | Yomiuri Giants (CL)               | Seibu Lions (PL)                  | 4-2       |
| 1995     | Yakult Swallows (CL)              | Orix BlueWave (PL)                | 4-1       |
| 1996     | Orix BlueWave (PL)                | Yomiuri Giants (CL)               | 4-1       |
| 1997     | Yakult Swallows (CL)              | Seibu Lions (PL)                  | 4-1       |
| 1998     | Yokohama BayStars (CL)            | Seibu Lions (PL)                  | 4-2       |
| 1999     | Fukuoka Daiei Hawks (PL)          | Chunichi Dragons (CL)             | 4-1       |
| 2000     | Yomiuri Giants (CL)               | Fukuoka Daiei Hawks (PL)          | 4-2       |
| 2001     | Yakult Swallows (CL)              | Osaka Kintetsu Buffaloes (PL)     | 4-1       |
| 2002     | Yomiuri Giants (CL)               | Seibu Lions (PL)                  | 4-0       |
| 2003     | Fukuoka Daiei Hawks (PL)          | Hanshin Tigers (CL)               | 4-3       |
| 2004     | Seibu Lions (PL)                  | Chunichi Dragons (CL)             | 4-3       |
| 2005     | Chiba Lotte Marines (PL)          | Hanshin Tigers (CL)               | 4-0       |
| 2006     | Hokkaido Nippon-Ham Fighters (PL) | Chunichi Dragons (CL)             | 4-1       |
| 2007     | Chunichi Dragons (CL)             | Hokkaido Nippon-Ham Fighters (PL) | 4-1       |
| 2008     | Saitama Seibu Lions (PL)          | Yomiuri Giants (CL)               | 4-3       |
| 2009     | Yomiuri Giants (CL)               | Hokkaido Nippon-Ham Fighters (PL) | 4-2       |
| 2010     | Chiba Lotte Marines (PL)          | Chunichi Dragons (CL)             | 4-2-1     |
| 2011     | Fukuoka SoftBank Hawks (PL)       | Chunichi Dragons (CL)             | 4-3       |
| 2012     | Yomiuri Giants (CL)               | Hokkaido Nippon-Ham Fighters (PL) | 4-2       |
| 2013     | Tohoku Rakuten Golden Eagles (PL) | Yomiuri Giants (CL)               | 4-3       |
| 2014     | Fukuoka SoftBank Hawks (PL)       | Hanshin Tigers (CL)               | 4-1       |
| 2015     | Fukuoka SoftBank Hawks (PL)       | Tokyo Yakult Swallows (CL)        | 4-1       |
| 2016     | Hokkaido Nippon-Ham Fighters (PL) | Hiroshima Toyo Carp (CL)          | 4-2       |
| 2017     | Fukuoka SoftBank Hawks (PL)       | Yokohama DeNA BayStars (CL)       | 4-2       |
| 2018     | Fukuoka SoftBank Hawks (PL)       | Hiroshima Toyo Carp (CL)          | 4-1-1     |
| 2019     | Fukuoka SoftBank Hawks (PL)       | Yomiuri Giants (CL)               | 4-0       |
| 2020     | Fukuoka SoftBank Hawks (PL)       | Yomiuri Giants (CL)               | 4-0       |
| 2021     | Tokyo Yakult Swallows (CL)        | Orix Buffaloes (PL)               | 4-2       |
| 2022     | Orix Buffaloes (PL)               | Tokyo Yakult Swallows (CL)        | 4-2-1     |
| 2023     | Hanshin Tigers (CL)               | Orix Buffaloes (PL)               | 4-3       |
| 2024     | Yokohama DeNA BayStars (CL)       | Fukuoka SoftBank Hawks (PL)       | 4-2       |

## Partecipazioni e vittorie
| Squadra                      | Vittorie | Sconfitte |
| ---------------------------- | -------- | --------- |
| Yomiuri Giants               | 22       | 14        |
| Saitama Seibu Lions          | 13       | 8         |
| Fukuoka SoftBank Hawks       | 11       | 10        |
| Tokyo Yakult Swallows        | 6        | 3         |
| Orix Buffaloes               | 5        | 10        |
| Chiba Lotte Marines          | 4        | 2         |
| Hiroshima Toyo Carp          | 3        | 5         |
| Hokkaido Nippon-Ham Fighters | 3        | 4         |
| Yokohama DeNA BayStars       | 3        | 1         |
| Chunichi Dragons             | 2        | 8         |
| Hanshin Tigers               | 2        | 5         |
| Tohoku Rakuten Golden Eagles | 1        | 0         |
| Osaka Kintetsu Buffaloes     | 0        | 4         |
| Shochiku Robins              | 0        | 1         |